# J. P. Postgate
John Percival Postgate (Birmingham, 24 ottobre 1853 – Cambridge, 15 luglio 1926) è stato un latinista e grecista britannico.
Frequentò la King Edward's School di Birmingham, poi tramite una borsa di studio fu ammesso al Trinity College dell'Università di Cambridge. A Cambridge
pubblicò diversi libri di poesia latina e monografie delle opere di Properzio, Lucano, Tibullo e Fedro. La sua opera maggiore è l'antologia di poeti latini Corpus Poetarum Latinorum, considerata un capolavoro editoriale.
Fondò le riviste Classical Review e The Classical Quarterly e fu docente di filologia comparata al University College di Londra. Nel 1909 diventò professore di latino a Liverpool. Si ritirò dall'insegnamento nel 1920 e andò a vivere a Cambridge. Morì in seguito alle ferite riportate in un incidente in bicicletta.
Per l'edizione del 1911 dell'Encyclopædia Britannica scrisse gli articoli: Juvenal, Latin Literature, Lucan, Textual Criticism, Albius Tibullus.